# 2015 en Afghanistan
Chronologie de l'Afghanistan
- 2011
- 2012
- 2013
- 2014
- 2015
- 2016
- 2017
- 2018
- 2019

Cet article présente les faits marquants de l'année 2015 en Afghanistan ou relatifs à l'Afghanistan.

## Évènements
- 22 juin : attaque de la chambre du peuple à Kaboul.
- 29 juillet : annonce de la mort du mollah Omar, chef des talibans afghans, survenue le 23 avril 2013 ; le mollah Mansour est officiellement désigné comme son successeur.
- 28 septembre : la ville de Koundouz est prise par les talibans ; l'armée afghane reprend le centre-ville le 1er octobre.
- 3 octobre : le bombardement du centre de soins de MSF à Kondôz fait 22 morts.